# 共产党 (瑞典)
共产党（瑞典語：Kommunistiska Partiet，缩写为K）是瑞典的一个共产主义政党。该党成立于1970年，分裂自瑞典共产党 (1967年)。该党的意识形态是共产主义、马克思列宁主义。该党的政治立场是极左翼。该党的青年翼是革命共产主义青年。该党的总部位于哥德堡。该党出版报纸《无产阶级》。目前，该党有4名市议员。
1970年—1977年，该党的名称是共产主义联盟马列（革命者）；1977年—2004年，该党的名称是共产党马列（革命者）；2005年1月，该党改用现名。
该党在成立初期，奉行毛主义，中阿决裂后转而奉行霍查主义，并承认阿尔巴尼亚劳动党为国际共产主义运动的领导者，后放弃。